# Río Támoga
El río Támoga es un río del noroeste de la península ibérica que discurre por la provincia de Lugo, Galicia, España.

## Curso
Nace en la Sierra del Gistral, transcurre por los ayuntamientos chairegos de Abadín y Cospeito. Su confluencia con el Río Miño cerca de la parroquia homónima de San Julián de Támoga marca los límites entre los municipios de Otero de Rey y Cospeito.
Aparece descrito en el decimocuarto volumen del Diccionario geográfico-estadístico-histórico de España y sus posesiones de Ultramar de Pascual Madoz con las siguientes palabras:

TAMOGA: r. en la prov. de Lugo, y uno de los primeros afluentes del Miño; nace de las vertientes de la sierra de la Carba, en el térm. de Montouto, y recorriendo las felig. de Labrado, Fano, Quende, Goas, Abadon, Carballido, Corbite y Moncelo; pasa desde aqui y entra en el part. de Villalba y en térm. de Sistallo se le unen las aguas que, procedentes de la altura de Monseibane, bajan por Aldije y Santa Eulalia de Rioaveso: reunidas las aguas de uno y otro r. pasan por Villapene y con el nombre de Tamboga ó Tamoga corren por esta felig. y la de Cospeito y van al Miño, que las recibe al pasar por entre Damil y Cela. En su curso proporciona algun regadío: da impulso á molinos harineros y ofrece alguna pesca de truchas y anguilas: lo cruzan varios puentes, pero ninguno de consideracion.
(Madoz, 1849, p. 587)

## Etimología
El nombre del río es prerromano, con raíz indoeuropea * tam- 'de color oscuro', que aparece en otros hidrónimos gallegos: Tambre, Tamuxe, Támega, y también en otros países europeos, como el Támesis británico, en inglés Thames.